# Endless Summer
Endless summer is een single van Oceana Mahlmann uit 2012. Het nummer is de officiële tune van het Europees kampioenschap voetbal 2012. Het nummer werd als zodanig door de UEFA gepresenteerd op 6 mei 2012 en werd toen als muziekdownload beschikbaar. Vanaf 11 mei 2012 lag het nummer als cd-single in de Europese winkels.

## Hitnoteringen

### NederlandseSingle Top 100
| Hitnotering: 23-06-2012 t/m 07-07-2012 | Hitnotering: 23-06-2012 t/m 07-07-2012 | Hitnotering: 23-06-2012 t/m 07-07-2012 | Hitnotering: 23-06-2012 t/m 07-07-2012 | Hitnotering: 23-06-2012 t/m 07-07-2012 |
| Week:                                  | 1                                      | 2                                      | 3                                      |                                        |
| -------------------------------------- | -------------------------------------- | -------------------------------------- | -------------------------------------- | -------------------------------------- |
| Positie:                               | 93                                     | 90                                     | 83                                     | uit                                    |

### VlaamseUltratop 50
| Hitnotering: 30-06-2012 t/m 21-07-2012 | Hitnotering: 30-06-2012 t/m 21-07-2012 | Hitnotering: 30-06-2012 t/m 21-07-2012 | Hitnotering: 30-06-2012 t/m 21-07-2012 | Hitnotering: 30-06-2012 t/m 21-07-2012 | Hitnotering: 30-06-2012 t/m 21-07-2012 |
| Week:                                  | 1                                      | 2                                      | 3                                      | 4                                      |                                        |
| -------------------------------------- | -------------------------------------- | -------------------------------------- | -------------------------------------- | -------------------------------------- | -------------------------------------- |
| Positie:                               | 34                                     | 27                                     | 24                                     | 36                                     | uit                                    |